# 圣玛格丽塔-迪贝利切
圣玛格丽塔-迪贝利切（義大利語：Santa Margherita di Belice）是意大利阿格里真托省的一个市镇。总面积67.09平方公里，人口6657人，人口密度99.2人/平方公里（2009年）。ISTAT代码为084038。